# Super Ice Hockey
Super Ice Hockey, i Japan känt som Super Hockey '94 (スーパーホッケー '94? "Super Hockey '94"), är ett ishockeyspel utgivet till SNES 1994. Spelet är baserat på landslagsishockeyn och inte klubblagsishockeyn.

## Landslag
- Australien
- Finland
- Frankrike
- Italien
- Japan
- Kanada
- Kina
- Norge
- Ryssland
- Schweiz
- Storbritannien
- Sverige
- Tjeckien
- Tyskland
- USA
- Österrike

### Fotnoter
1. ↑  ”Developer information” (på japanska). Opera House. Arkiverad från originalet den 26 juni 2014. https://web.archive.org/web/20140626004333/http://opera-house.co.jp/works.html. Läst 7 maj 2014.
2. 1 2 3 4 5  ”släppinformation”. Gamefaqs. Arkiverad från originalet den 23 januari 2013. https://archive.is/20130123200340/http://www.gamefaqs.com/snes/571059-super-hockey-94/data. Läst 7 maj 2014.
3. ↑  ”kompositörsinformation”. SNES Music. http://www.snesmusic.org/v2/profile.php?selected=14989&profile=set. Läst 7 maj 2014.
4. ↑  ”Japanese title”. SuperFamicom.org. http://superfamicom.org/info/super-hockey-94. Läst 7 maj 2014.